# Erastria natalensis
Erastria natalensis är en fjärilsart som beskrevs av W. Warren 1897. Erastria natalensis ingår i släktet Erastria och familjen mätare. Inga underarter finns listade i Catalogue of Life.